# モンスターラボ
株式会社モンスターラボ（Monstarlab Inc.）は、東京都渋谷区に本社を置く、デジタルコンサルティング事業、ソフトウェアの開発及び販売等を行うアプリケーション開発会社。

## 概要
2006年2月3日、鮄川宏樹が株式会社モンスター・ラボを設立。社名の由来は、フランス語で「私の」を意味を表す「mon」と、星・スターを表す「star」の2つの語を用いた造語。
デジタルコンサルティング事業(ビジネスの設計・企画、UX/UI デザイン、ブランディング、システム開発、アプリ開発からグロースハックまで、クライアントのDX推進をサポート)とプロダクト事業(デジタルコンサルティング事業を通じて蓄積されたインサイトと最先端の技術を駆使し、デジタルソリューションを自社で企画・開発。プロダクト化)を土台に、様々な事業を行なっている。
ミッションは、「多様性を活かし、テクノロジーで世界を変える」。
創業事業として2006年7月にインディーズアーティストとリスナーを感性によって結びつけるサイト「monstar.fm」をオープンさせたのを始めとし、2010年6月にはインターネット音楽放送「monstar.ch」をリリースし、現在も引き続き運営運営を行なっている。その他にも、RPAツール等のプロダクト事業、デザイン・ITスキルと英語を掛け合わせて学ぶ事ができる「Monstar Academia」等を展開。

## 沿革
- 2006年2月3日 - 東京都小金井市にて株式会社モンスター・ラボを創業
- 2011年2月1日 - 中国成都市に子会社「夢士達科技（成都」有限公司」を設立
- 2014年
  - 2月1日 - 子会社「セカイラボ・ピーティーイー・リミテッド」を設立（シンガポール本社／東京支社）
  - 7月3日 - Ruby開発拠点「島根開発拠点」を設立（松江市）
- 2015年
  - 5月1日 - ソフトウェア開発企業「Asian Tech」をグループ子会社化（ベトナム・ダナン）。
  - 7月1日 - 営業拠点「上海拠点」を設立（中国・上海市）。子会社「Sekai Lab Bangladesh」を設立（バングラデシュ（ダッカ））
  - 9月1日 - 子会社「Sekai Lab America」を設立（米国サンフランシスコ）
- 2016年
  - 1月31日 - 営業拠点「大阪拠点」を設立（大阪）
  - 9月1日 - ソフトウェア開発企業「Lifetime Technologies」をグループ子会社化（ベトナム・ハノイ）
  - 12月16日 - ソフトウェア開発企業「ideyatech」をグループ子会社化（フィリピン・マニラ）
- 2017年
  - 4月1日 - ソフトウェア開発企業「FREEMIGHT」をグループ子会社化（フィリピン・セブ）
  - 8月8日 - デジタルプロダクト開発企業「Nodes ApS」をグループ子会社化（デンマーク（コペンハーゲン（本社）/オーフス）、イギリス（ロンドン））
- 2018年
  - 1月1日 - オランダ・アムステルダムに拠点を設立（（アムステルダム））
  - 2月1日 - 英国マンチェスターに拠点を設立。チェコ・プラハに拠点を設立
  - 4月1日 - ドイツ・ベルリンに拠点を設立
  - 4月25日 - デザインコンサルティング企業「株式会社A.C.O.」をグループ子会社化
  - 7月21日 - タイ・バンコクに拠点を設立。コワーキングスペース事業「Monstar Hub」開始
  - 10月9日 - 開発拠点「福岡拠点」を設立（福岡）
  - 10月10日 - ソフトウェア開発会社「インプリシット」をグループ子会社化（デンマーク（コペンハーゲン/オーフス）、ウクライナ（ドニプロ））
  - 12月13日 -  子会社「モンスターラボゲームス」を設立
- 2019年
  - 2月1日 - 子会社「Monstar Academia」を設立（フィリピン（セブ））。IT教育事業「モンスター・アカデミア」開始
  - 4月3日 -「ドバイ拠点」を設立（ドバイ首長国（ドバイ））[5]
  - 4月8日 - デジタルプロダクト開発会社「Fuzz」をグループ子会社化（アメリカ（ニューヨーク/コロラド州ボルダー）[6]
  - 4月9日 - 神戸に拠点を設立
- 2020年
  - 9月29日 - コロンビアにボゴタ拠点を設立
  - 12月20日 - RPA事業会社「モンスターラボオムニバス」設立[7]
- 2021年
  - 2月25日 - Monstarlabとしてロゴを含むコーポレートアイデンティティを一新[8]
  - 6月21日 - コンサルティング企業のIT BPO株式会社をグループ子会社化[9]
  - 7月1日 - 会社分割・持株会社制へ移行。旧・株式会社 モンスター・ラボは商号を株式会社モンスターラボ ホールディングスに変更し、持株会社化。株式会社モンスターラボを新設し、日本国内での事業を継承[10]。
- 2022年11月1日 - 2022年内にサウジアラビア企業のコンサルティング事業を買収することを発表。2022年6月にはアラブ首長国連邦（UAE）のデザイン会社を子会社化しており、2件を合わせた買収額は約20億円[11]
- 2023年
  - 3月28日 - 東京証券取引所グロース市場へ上場
  - 8月14日 - 日本を含めた世界各地におけるプロジェクトの縮小・延期、積極的な人材採用による人件費など原価・販管費の増加が重なり、通期は赤字に転落する見通しとして通期決算を下方修正。人員削減やグローバル拠点の縮小など構造改革を行うと発表[12]
- 2024年
  - 5月31日 - EMEAエリアで従業員の49％、AMERエリアで従業員の45％、AMERエリアで20名の人員削減を発表。またドイツの「Monstarlab Germany GmbH」、中国の「夢思特信息科技（上海）有限公司」の解散も発表[13]
  - 6月13日 - 6月23日付で取締役副社長CFOの中原淳博が辞任することを発表。理由として赤字海外拠点の再編成などを挙げた[14]
- 2025年3月27日 - 商号を株式会社モンスターラボに変更[15]

## MLH本体の主な事業
グローバルソーシング事業を土台に、主に下記の2つの事業を展開している。
デジタルコンサルティング事業
デジタルプロダクトの企画開発・運用。DX変革支援サービス。
デジタル化における企業パートナーとして、事業全体のビジネス・サービスの企画設計から、UX/UIデザイン、システム・アプリ開発、運用迄の全行程をサポート。
プロダクト事業
PAツール、店舗向けオーダーシステム等のデジタル領域におけるビジネス課題に対し、蓄積されたインサイトと最先端の技術を駆使し、最適なソリューションを自社で企画・開発。プロダクト化し、多くの企業に提供。
インディーズアーティストとリスナーを感性によって結びつけるサイト「monstar.fm」と、インターネット音楽放送「monstar.ch」の運営を行っている。

## 提供プロダクト一覧
- koala
- RAX EDITOR - 日本ではモンスターロボとしてサービス提供
- TESTARLAB
- APPSTARS(); - アップスターズ）
- Monstar Academia - モンスター・アカデミア
- monstar.ch[17]
- MONSTAR.FM

## 拠点
- 東京本社（モンスターラボホールディングス (Monstarlab Holdings Inc.)）- 東京都渋谷区広尾1-1-39　恵比寿プライムスクエアタワー4F

### 国内拠点
- 仙台支社
- 大阪支社
- 神戸支社
- 島根開発拠点（松江）

### 海外拠点
- 青島（中国）
- シンガポール（シンガポール）
- バンコク（タイ）
- ハノイ（ベトナム）
- ダナン（ベトナム）[18]
- マニラ（フィリピン）
- セブ（フィリピン）
- ダッカ（バングラデシュ）
- ドバイ（ドバイ首長国）
- ロンドン（イギリス）
- ニューキャッスル(イギリス)[19]
- コペンハーゲン（デンマーク）
- オーフス（デンマーク）
- プラハ（チェコ）
- クラニフ（ポーランド）
- ドニプロ(ウクライナ)
- ニューヨーク（アメリカ合衆国）
- ボゴタ(コロンビア)[20]

## 関連会社
- 株式会社モンスターラボホールディングス(Monstarlab Holdings Inc.)
- 株式会社モンスターラボ(Monstarlab Inc.)
- Mons株式会社モンスターラボミュージック(Montarlab Music Inc.)
- 株式会社モンスターラボオムニバス(Monstarlab Omnibus Inc.)
- 株式会社A.C.O.(A.C.O. Inc.)[21]
- 株式会社モンスターラボ BX(Monstarlab BX Inc.)
- 梦思特科技（成都）有限公司
- Monstarlab Pte Ltd.
- Monstarlab Bangladesh Ltd.
- Monstarlab Manila, Inc.
- Monstarlab Cebu, Inc.
- Monstar Academia Cebu Inc.
- Monstarlab UK, Limited.
- Monstarlab Czech Republic s.r.o.
- Monstarlab Denmark, ApS.
- Monstarlab UAE DMCC
- Monstarlab Netherlands B.V.
- Monstarlab Thailand Co. Ltd.
- Monstarlab, LLC
- Koala Labs, Inc.
- Monstarlab Colombia S A S